# Andrew Rein
Andrew Rein (n. 11 martie 1958, Stoughton⁠(d), Wisconsin, SUA) este un luptător ce a reprezentat Statele Unite ale Americii, medaliat olimpic. A participat la o ediție a Jocurilor Olimpice (1984) în care a câștigat o medalie de argint.

## Participări
Lista de mai jos prezintă principalele competiții la care a participat Andrew Rein de-a lungul carierei.
- wrestling at the 1984 Summer Olympics – men's freestyle 68 kg[*]